# Percy Jackson: Bitva o Labyrint
Percy Jackson: Bitva o Labyrint je čtvrté pokračování úspěšného bestselleru Percy Jackson: Zloděj blesku Ricka Riordana.

## Příběh
Percy jde v červnu na uvítání do školy kam bude po prázdninách chodit. Učitele angličtiny tam dělá Paul Blofis, přítel Sally a tak se Percy snaží nic neprovést. Setkává se tam ale s Rachel a ta ho při uvítání odvede pryč. Poté se setkají s upírkami (tj. empúsami) a jejich vůdkyně podpálí školu. Percy se na útěku sráží s Annabeth a spolu odjíždí do tábora. Tam zjišťují že Dionýsos je někdy pryč a jelikož Cheíron musí dělat ředitele objevuje se tam záhadný chlápek Kvintus. Při zvláštní soutěži, kdy bojují táborníci proti štírům vklouzne Annabeth s Percym do Diovy pěsti (skála) a tam objeví vchod do podzemního bludiště. Cheírón svěřuje po hlasování výpravu Annabeth která si jako pomocníky vybírá Percyho a Tysona a přibírají ještě Grovera aby mu pomohli najít boha přírody Pana. Tímto rozhodnutím ale porušují posvátnou tradici podle které mohou jít na výpravu pouze tři. Tak se vydávají do Labyrintu a hned zabloudí. Střetávají se s Janusem. Od něho jim ale pomůže Héra. Vzdáleně uslyší nějakou příšeru a před tou utečou. Dostanou se tak do Alcatrazu kde se utkají s Kampê a osvobodí Briarese, storukého obra. Ten jim ale uteče. Pak se dostávají na ranč trojité Gé, kde vládne Geryonés. Ten ovšem vězní Nika a Percy se s ním vsadí že dokáže za den vyčistit Aigeovi stáje a to zvládne. Geryonés však sázku poruší a je Percym zabit v boji. Pak si spřátelí Eurytióna a ten je i s Nikem propustí. Eurytión jim dá pavouka a ten je dovede k Héfaistovi. Ten jim prozradí kde je Daidalos když mu zjistí co se děje v St. Helens kdyby někdo chtěl osvobodit Týfóna, nejhorší nestvůru vůbec. Percy tam najde Telchiny a když se s nimi utká omylem způsobí erupci. Pak ho Héra přenese na ostrov Ógygia kde se setká s Kalypsó a ta se do něho zamiluje. Zajde tam za ním Héfaistiós a Percyho pošle do tábora. Percy přemluví Rachel aby mu pomohla najít Daidala. Rachel totiž vnímá nadpřirozeno lépe než polobozi. Chytí je ale Lukovi lidé. Odvedou ho k Antaiosovi a ten se chce pobavit Percyho smrtí. Percy má bojovat s Ethanem Nakamurou. Přemůže ho ale nezabije. To Antaia naštve tak že bude chtít bojovat s Percym osobně. Percy v tu chvíli pochopí o kom to mluvil Chris. Ten totiž mluvil o nesmrtélném synu Poseidóna. Percy s Anataiem bojuje ale protože byl požehnán zemí (Gaiou) nemůže na zemi zemřít. Percy ho přelstí a Antaios se rozsype. Luke ale v tu chvíli zaútočí a Percy použije píšťalu kterou dostal darem od Kvinta. Píšťala vyvolá pekelnou fenu (velkého mastifa) a díky tomu uniknou. Pak najdou Daidalovu dílnu. Zjistí že Daidalos a Kvintus jsou stejná osoba (resp. duše protože Daidalos dal svou duši do robota Kvinta). Luke je ale najde a dílnu vypálí. Percy, Annabeth, Nico a Rachel jen tak tak uniknou. Najdou v Labyrintu cestu ven, Percy se po ní vydá ale najde tam Krona který se dostal do Lukova těla pomocí Ethana který je zradil. Percy se s Kronem utká ale nedokáže ho porazit. Utečou před ním a najdou boha Pana. Ten ale v tu chvíli zemře. Vracejí se do tábora a tam na ně zaútočí Kronova armáda. Když už to vypadá že začínají vyhrávat objeví se Kampê ale tu zabije Briares spolu s Kvintem. Boj vyhrají tím že Grover použije paniku, kouzlo které ovládá jenom Pan a které Groverovi daroval. Aby se Luke nemohl do tábora znovu dostat spáchá Kvintus sebevraždu a tím Labyrint zničí. Nico z tábora odejde a vše se vrací do starých kolejí. Rada starších chce Grovera vyhnat ale zabrání jim v tom Dionýsos. V den Percyho narozenin se ho Paul zeptá jestli si může vzít Sally a navštíví je Poseídón. Ten označí Percyho za nejlepšího ze svých synů. Pak Percy na balkóně potká Nica a pozve ho na oslavu.